# Kelley Hurley
Kelley Anne Hurley (Houston, 4 de abril de 1988) é uma esgrimista norte-americana que conquistou uma medalha de bronze nos Jogos de Olímpicos de Londres de 2012, na competição de espada por equipes, com suas compatriotas Courtney Hurley, Maya Lawrence, Susie Scanlan. Kelley é irmã da também esgrimista Courtney Hurley.